# Куелью-Нету (мікрорегіон)
Куелью-Нету (порт. Microrregião de Coelho Neto) — мікрорегіон в Бразилії, входить в штат Мараньян. Складова частина мезорегіону Схід штату Мараньян. Населення становить 77 962 чоловік на 2006 рік. Займає площу 3606,822 км². Густота населення — 21,6 чол./км².

## Склад мікрорегіону
До складу мікрорегіону включені наступні муніципалітети:
1. Афонсу-Кунья
2. Алдеяс-Алтас
3. Куелью-Нету
4. Дукі-Баселар

| Бразилія | Це незавершена стаття з географії Бразилії. Ви можете допомогти проєкту, виправивши або дописавши її. |